# 新川 (福島市)
新川（しんかわ）は、福島県福島市を流れる河川であり、一級水系阿武隈川水系の一次支流である。

## 地理
福島市中心市街地南側、方木田地区の住宅地を水源とし、北上してすぐに東へ向きを変え、荒川のすぐ南側を並行して阿武隈川に注ぐ。逆に西側には新川放水路が開削され、北側の荒川に流れ込む。下流部の南町はすぐ北に荒川、すぐ南に濁川、大森川も阿武隈川に流れ込んでおり、降雨時の水位上昇が激しい。1986年8月に発生した8.5水害では当河川流域が大きく水没する甚大な被害が発生した。

## 流域の自治体
福島県
- 福島市

## 主な橋梁
下流より記載
- 荒川く道橋（福島県道148号水原福島線）

## 周辺
- 福島市立福島第一中学校